# Armin Bittner
Armin Bittner, nemški alpski smučar, 28. november 1964, Garmisch-Partenkirchen, Zahodna Nemčija.
Bittner je v svoji karieri nastopil na zimskih olimpijskih igrah v letih 1988 v Calgaryju, 1992 v Albertvillu in 1994 in Lillehammerju. Ob štirih odstopih je dosegel enajsto mesto v kombinaciji in 26. mesto v veleslalomu na igrah leta 1988. Na svetovnih prvenstvih je dosegel srebrno medaljo leta 1989 in bronasto leta 1987 v slalomu. V tej disciplini je osvojil tudi sedem posamičnih zmag v svetovnem pokalu ter mala kristalna globusa v sezonah 1988/89 in 1989/90.
Njegova žena Regine Mösenlechner je bila prav tako alpska smučarka.

## Svetovni pokal

### Skupni seštevek
| Sezona  | Disciplina |
| ------- | ---------- |
| 1988/89 | Slalom     |
| 1989/90 | Slalom     |

### Posamične zmage
| Datum             | Prizorišče    | Disciplina |
| ----------------- | ------------- | ---------- |
| 21. december 1986 | Hinterstoder  | Slalom     |
| 21. december 1988 | St. Anton     | Slalom     |
| 16. januar 1989   | Kitzbühel     | Slalom     |
| 12. avgust 1989   | Thredbo       | Slalom     |
| 6. januar 1990    | Kranjska Gora | Slalom     |
| 12. januar 1990   | Schladming    | Slalom     |
| 4. marec 1990     | Veysonnaz     | Slalom     |